# Johnson Lake
Johnson Lake är en sjö i Kanada.   Den ligger i provinsen Alberta, i den centrala delen av landet, 3 000 km väster om huvudstaden Ottawa. Johnson Lake ligger 1 432 meter över havet.
I omgivningarna runt Johnson Lake växer i huvudsak barrskog. Runt Johnson Lake är det mycket glesbefolkat, med 7 invånare per kvadratkilometer.